# Квіта Ізіна

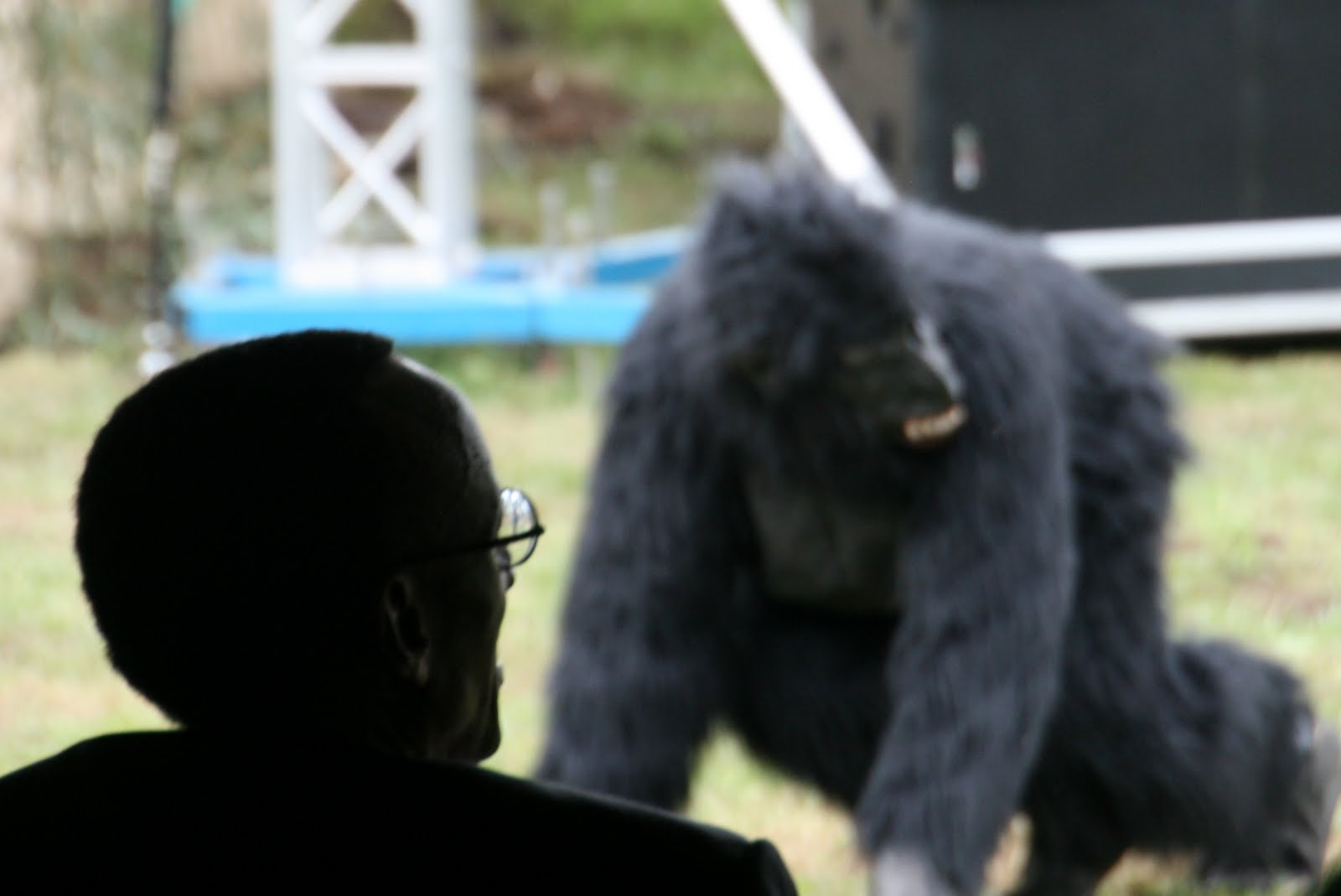
Президент Руанди Поль Кагаме на шостій церемонії святкування Квіта Ізіна

Квіта Ізіна (руанд. Kwita Izina) — руандійська церемонія наречення імені новонародженому дитинчаті горили. Вона названа на честь традиційної церемонії нареченя імені. Церемонія була започаткована 2004 року і має на меті привернути увагу до проблеми збереження популяції горил гір Вірунга, як на місцевому, так і на світовому рівнях.